# Mehuín
Mehuín este un târg din provincia Valdivia, regiunea Los Ríos, Chile, cu o populație de 1.135 locuitori (2012) și o suprafață de  km2. 